# Sân bay quốc tế El Alto
Sân bay quốc tế El Alto (IATA: LPB, ICAO: SLLP) là một sân bay quốc tế ở El Alto, giáp với thành phố La Paz, Bolivia về phía tây. Sân bay này nằm ở độ cao 4.061 mét (13.323 ft), là một trong những sân bay nằm ở nơi có độ cao nhất trên thế giới. Đây đã từng là trung tâm hoạt động của hãng Lloyd Aereo Boliviano trước đây, hãng hàng không quốc gia của Bolivia. Đây cũng là trung tâm của hãng Aerosur, hãng hàng không quan trọng duy nhất của quốc gia này.

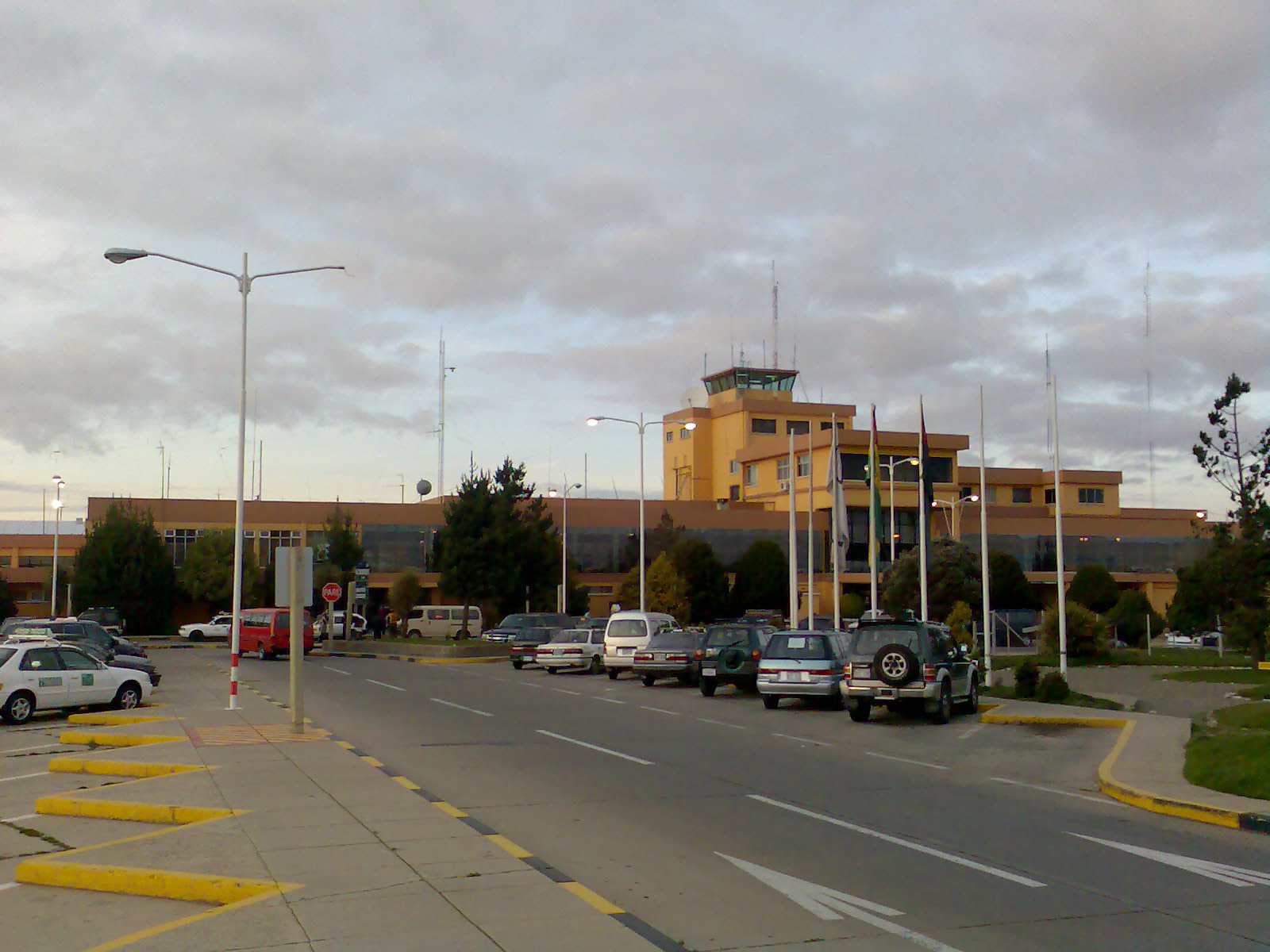
Sân bay quốc tế El Alto

## Hãng quản lý vận hành
Ngày 1 tháng 3 năm 1997, chính phủ Bolivia đã ký hợp đồng 25 năm với Airport Group International để giao quyền vận hành và 3 sân bay lớn nhất Bolivia – Sân bay El Alto ở La Paz, Sân bay Jorge Wilstermann ở Cochabamba và Sân bay quốc tế Viru Viru ở Santa Cruz de la Sierra. Servicios de Aeropuertos Bolivianos Sociedad Anonima (SABSA) đã được thành lập đeer vận hành các sân bay này. Năm 1999 Airport Group International được TBI plc mua lại, năm 2004, Abertis/AENA của Tây Ban Nha mua TBI.

## Sự cố
Ngày 8 tháng 3 năm 2006, một chiếc máy bay Learjet thuộc quân đội Argentina rơi sau khi cất cánh vài phút từ El Alto đi Sân bay quốc tế Viru Viru, làm 6 người trên máy bay thiệt mạng.

## Các hãng hàng không và các điểm đến
- Aerosur (Cobija, Cochabamba, Cusco, Santa Cruz de la Sierra, São Paulo-Guarulhos, Sucre)
- American Airlines (Miami)
- LAN Airlines (Iquique, Santiago de Chile)
  - LAN Peru (Lima, Santa Cruz de la Sierra)
- TACA
  - TACA Peru (Lima, Santa Cruz de la Sierra)